# Reuters
Ez a cikk elsősorban a 2008 előtti Reutersszel foglalkozik – ebben az évben egyesült a Thomson céggel. Az egyesült cégről szóló cikket lásd: Thomson Reuters.
A Reuters londoni székhelyű világhírügynökség, amelyet legtöbben a médiának készülő híreiről ismernek. 2008-ban a hírügynökségi szolgáltatással is foglalkozó cég, a Reuters Csoport beolvadt a Thomson Reuters cégbe. A beolvadást megelőzően a hírjelentések szolgáltatása a csoport bevételeinek csak kevesebb mint 10%-át adta.
A fő üzleti bevételi forrás a csoport számára az üzleti információk és a pénzügyi piacokkal összefüggő termékek eladása volt a pénzügyi világnak. Ezek többek közt piaci információkat jelentenek – mint például részvények, devizaárfolyamok valós idejű szolgáltatása és analitikai termékek –, illetve elektronikus kereskedési rendszereket, amelyeken keresztül a kereskedők árakat jegyezhetnek, illetve adhatják-vehetik a pénzügyi piacok termékeit. Mindezeket az információkat egészítik ki a szolgáltatott hírek, amelyek megszabhatják az árak alakulását.
A Reuters versenytársai közt van a Bloomberg L.P. és a Dow Jones Newswires (mindkettő székhelye az Amerikai Egyesült Államokban van).
A Reuters híreinek dátumsorában minden esetben zárójelben szerepel a hírügynökség neve (a Thomsonnal való összeolvadás után is változatlanul Reuters).[forrás?] Korábban a Reuter szó szerepelt "s" nélkül, a hírügynökséget a 19. század közepén megalapító német üzletember, Paul Julius Reuter nevéről. Ehhez illesztették gyakran az angol birtokjel " 's "-t. A későbbiekben a használatban ez úgy egybeforrt a névvel, hogy az " ' " aposztróf nélküli változat vált a sztenderd megjelöléssé.
A Reuters 1991-ben Magyarországra is megérkezett. A Thomson Reuters Magyarország Kft. néven bejegyzett cég székhelye Budapesten található. A Creditreform honlap szerint évi több mint 3 és fél milliárd Ft-os bevétele van a magyarországi Reutersnek.[forrás?]

## Története
A hírügynökséget a 19. század közepén egy német üzletember, Julius Reuter alapította.